# Freeport (Michigan)
Freeport è un villaggio degli Stati Uniti d'America, situato nello Stato del Michigan, nella contea di Barry.